# 陳暁
陳 暁（チェン・シャオ、1987年7月5日 - ）は、中国安徽省合肥市出身の俳優。2009年中央戯劇学院演技学部卒、2011年の契約は于正スタジオ。

## 来歴
1997年テレビドラマ「我們班的歌」（私達のクラスの歌）に出演。2010年、ツイ・ハーク監督の映画『王朝の陰謀 判事ディーと人体発火怪奇事件』で国師・陸離の役を演じた。
2013年には、テレビドラマ『月下の恋歌 笑傲江湖』の林平之役、『後宮の涙』の高湛役で人気が高まった。
2013年度国劇の祭典「非常に輝いた青春アピール力俳優」賞、アジアのアイドルの祭典「最も潜在力男優」賞受賞。
2016年7月19日、ドラマ『神雕侠侶 〜天翔ける愛〜』で共演した台湾の女優ミシェル・チェン（陳妍希）と結婚。

## 出演作品

### 映画
- 『王朝の陰謀 判事ディーと人体発火怪奇事件』(2010) - 陸離
- 『また蝶が舞う日まで』(2013) - 愛新覚羅胤祥
- 『タイガー・マウンテン 雪原の死闘』(2014)
- 『影 〜ロスト・イン・ラブ～』(2019) ※2019東京・中国映画週間で上映

### テレビドラマ
- 『我們班的歌』 - 孫東
- 『国色天香』 - 賀坤
- 『歓喜婆婆俏媳婦』 - 郭嘯天
- 『恕の人 -孔子伝-』(2012) - 宋朝
- 『東山学堂』 - 蕭洋
- 『被遺棄的秘密』 - 張戴維
- 『賞金猟人』 - 白少群
- 『宮 パレス2〜恋におちた女官〜』(2012) - 愛新覚羅允禧
- 『王の女たち 〜もうひとつの項羽と劉邦〜』(2012) - 羅豊
- 『大秦帝国 縦横 ＝強国への道＝』(2012) - 羋琰
- 『月下の恋歌 笑傲江湖』原題：笑傲江湖 (2013) - 林平之
- 『後宮の涙』原題：陸貞傳奇 (2013) - 高湛
- 『龍門鏢局』 - 苗星仁
- 『宮鎖連城』 - 薩満
- 『神雕侠侶〜天翔ける愛〜（中国語版）』(2014) - 楊過/楊康
- 『雲中歌 〜愛を奏でる〜』原題：大漢情縁之雲中歌 (2015) - 劉病已
- 『月に咲く花の如く』原題：那年花開月正圓 (2017) - 沈星移
- 『独孤皇后〜乱世に咲く花〜』(2019) - 楊堅
- 『夢華録』(2021) - 顧千帆
- 『冰雨火〜BEING A HERO』(2022)